# Olof Ahlström
Olof Christian Ahlström (i riksdagen kallad Ahlström i Malmö), född 13 juni 1833 i Malmö (Sankt Petri), död 20 oktober 1903 i Malmö (Sankt Pauli), var en svensk borgmästare. Han var far till Herman Ahlström.
Ahlström blev student vid Lunds universitet 1850 och avlade hovrättsexamen 1853. Han blev auskultant i Skånska hovrätten samma år, var anställd hos domhavande och tillförordnad domhavande 1854–62 och blev vice häradshövding 1859.
Ahlström var kanslist hos Borgarståndet 1859–60, blev vice notarie vid Stockholms rådhusrätt 1860, var kamrerare vid Malmö drätselkammare 1863–68, sekreterare och ombudsman där 1863–76, kamrerare och ombudsman vid Malmö sparbank 1865–75 och endast ombudsman från 1876. Han var stadsfullmäktiges sekreterare i Malmö stad 1867–75, blev magistratssekreterare och notarius publicus där 1875 samt borgmästare där från 1876, en befattning vilken han lämnade 1903.
Ahlström var ledamot av andra kammaren i riksdagen 1873–1875 samt 1885–1890, invald i Malmö stads valkrets. Han skrev fyra egna motioner i riksdagen om lagändringar och om mildrande av lotteriförordningen.